# Разведывательное управление ВМС Израиля
Разведывательное управление ВМС Израиля (ивр. מספן המודיעין‎, также «Военно-морская разведка Израиля») — одно из пяти управлений командования ВМС Израиля. Отвечает за формирование разведывательной картины обстановки на военно-морской арене, на которой действует ВМС Израиля, и её передачу командованию и другим управлениям ВМС для планированию в штабе ВМС и боевых частях корпуса. В то же время отвечает за интеграцию военно-морской составляющей в общую картину разведки, который формирует Генеральный штаб Армии обороны Израиля.
Военно-морская разведка помогает военно-морскому флоту Израиля решать различные задачи, включая достижение военно-морского превосходства на арене своей деятельности. В тех случаях, когда флоту были предоставлены качественные разведывательные данные, он достиг превосходства: так было во время Войны Судного дня, так было в продолжающейся борьбе с военно-морским терроризмом, и так было и в других случаях, когда качественные операции проводились на ближней и дальней морской арене.
Командует Управлением «Начальник военно-морской разведки», офицер в звании «Тат-алуф» (контр-адмирал). С ноября 2019 года главой управления является контр-адмирал Юваль Эйлон.

## Задачи военно-морской разведки
Задача военно-морской разведки состоит в том, чтобы сформулировать и представить разведывательную картину морского противника для разведывательного сообщества Израиля и для командования военно-морского флота Израиля. В то время как разведывательному сообществу необходимо сформировать морской аспект на стратегическом и оперативном уровне, командованию ВМФ необходим технико-тактический уровень. Это должно дать возможность командованию военно-морского флота принимать решения относительно создания военно-морских формирований, а также распределения формирований и определения задач для борьбы с различными угрозами.

## История
Военно-морская разведка была создана в апреле 1948 года, накануне провозглашения государства Израиль, примерно через месяц после создания «Военно-морской службы». С тех пор и на протяжении многих лет она принимала участие в различных аспектах деятельности ВМС, от планирования сил и их построения до операций, проводимых военно-морским флотом во время израильских войн и в периоды между войнами.

### До создания государства
Зародыши военно-морской разведки можно найти ещё в период до образования государства Израиль. Миссии по сбору, выполняемые членами морской пехоты Пальмаха ( Пальям ), использовались армией во время Войны за независимость. Одним из примеров этого является обследование берегов страны и концентрация возможных берегов для высадки, которые бойцы Пальям сделали в рамках подготовки к прибытию судов нелегальных иммигрантов H. и использовались планировщиками операции. Портовая компания , которая действовала в порту Хайфы и состояла в основном из представителей Пальмаха, также занималась разведывательной деятельностью, хотя и не обязательно в военно-морском аспекте:
- Сотрудники Пальям, которые были разбросаны по порту в качестве рабочих, получили, среди прочего, информацию, которая позволила тайным оперативникам сорвать диверсионные операции, запланированные арабами в Хайфе.
- Благодаря информации, полученной членами портовой компании от британского офицера, её люди смогли перехватить и расшифровать сообщения, передаваемые в британский штаб в Хайфе о том, что силы египетской армии пересекают Суэцкий канал на востоке.
- Один из членов портовой компании, Авраам Дер , отправился во второй половине мая 1948 года с миссией Следственного управления Агентства (органа, предшествовавшего Моссаду) на Кипр, чтобы вызнать информацию у высокопоставленного британского офицера. Тот вернулся из поездки по египетским портам в Средиземном море, и было необходимо выяснить, готовятся ли египтяне к высадке на берегах Израиля. Результаты расспросов дали представление о том , что египетская вторжение с моря не планируется и следовательно нет необходимости выделять повышенные силы для защиты берегов Израиля. Эта информация имела большое оперативное значение для страны, которая только что была основана и собиралась столкнуться с вторжением арабских армий с нескольких фронтов.[прим 1]

Помимо бойцов Пальяма, были и другие люди, которые приобрели некоторый разведывательный и военно-морской опыт в дни, предшествовавшие созданию государства, особенно во время Второй мировой войны , в том числе на службе в британской армии и флоте.
Эти люди в итоге стали ядром, из которого впоследствии выросла военно-морская разведка Израиля.

## Начальники военно-морской разведки
Начальниками военно-морской разведки после образования государства Израиль назначали офицеров в звании подполковника и они назывались «Начальником отдела Ям/4». После войны Судного дня военно-морская разведка была изменена с отдела на управление. Соответственно званиеи командира было повышено до контр-адмирала.
| №  | Фотография | Имя и звание                       | Срок полномочий              | Предыдущая должность | Комментарии |  |
| -- | ---------- | ---------------------------------- | ---------------------------- | --- | --- |  |
| 1  |            | Капитан Шимон Хорн                 | Апрель 1948 - декабрь 1949   | Партийная журналистская деятельность | |  |
| 2  |            | Капитан Арье Пинес                 | 1949 - 1949                  | Служба военной разведки | Через несколько месяцев вернулся в военную разведку. |  |
| 3  |            | Капитан 2-го ранга Цви Кейнан      | Декабрь 1949 - сентябрь 1951 | Британский торговый флот | Позже командующий ВМС и командующий 1 флотилией. Перешёл в Вооружённые силы и был заместителем начальника Вооружённых сил Армии обороны Израиля и исполняющим обязанности начальника Вооружённых сил АОИ |  |
| 4  |            | Капитан 2-го ранга Хаим Рафаэли    | Сентябрь 1951 - июль 1955    | Морские тренировки на паруснике «Теодор Герцль» принадлежавшего Бейтару в Балтийском море . Служил в британских спецподразделениях A Force в Северной Италии. Получил британскую награду за действия за пределами линии врага 16.11.44 . | Создатель кадровой и организационной структуры, а также рабочих процедур военно-морской разведки. Позже начальник Управления кадров ВМС Израиля |  |
| 5  |            | Капитан 2-го ранга Арье Брош       | Июль 1955 - апрель 1960      | Командир фрегата в Большой флотилии | |  |
| 6  |            | Капитан 2-го ранга Йехиэль Шапира  | Апрель 1960 - апрель 1964    | Офицер-артиллерист, начальник оружейной промышленности | В дальнейшем он стал заместителем атташе Армии обороны Израиля в Париже и военно-морским атташе в Европе. |  |
| 7  |            | Капитан 1-го ранга Реувен Ашкенази | Апрель 1964 - апрель 1971    | Сопровождение кораблей нелегальных иммигрантов в Пальяме, оперативный офицер Большой флотилии | Руководитель военно-морской разведки во время Шестидневной войны. В его время Отдел Ям/4 стал Управлением морской разведки. Позже атташе Армии обороны Израиля в Италии. |  |
| 8  |            | Капитан 1-го ранга Рами Лунц       | Апрель 1971 - июнь 1975      | | Руководитель военно-морской разведки во время Войны Судного дня |  |
| 9  |            | Контр-адмирал Эли Леви             | Июнь 1975 - июль 1980        | Командир флотилии штурмовых кораблей | Позже он стал атташе Армии обороны Израиля и главой делегации Минобороны в Германии. |  |
| 10 |            | Капитан 1-го ранга Михаэль Рам     | Июль 1980 - июль 1983        | Командир флотилии штурмовых кораблей, Заместитель командира Red Sea Arena | Направлял разведку следить за ходом Фолклендской войны и делать выводы, относящиеся к нашему региону. Руководитель военно-морской разведки во время Первой Ливанская войны. Позже Командующий ВМФ |  |
| 11 |            | Капитан 1-го ранга Авраам Ашур     | Июль 1983 - июнь 1985        | Командир Базы Ашдод | Реализовал специальные возможности разведки в области технического интеллекта, процесса, который начался ещё во времена его предшественников. Наблюдение и остановка кораблей с оружием палестинцев, эвакуированных из Ливана, в том числе Операция «Ястребиная дорога» и затопление террористического корабля «Атвирус». |  |
| 12 |            | Контр-адмирал Арье Рона            | Июль 1985 - сентябрь 1988    | Командир Шайетет 3 | Восстановил отношения с американским разведывательным сообществом |  |
| 13 |            | Контр-адмирал Рафи Аппель          | Сентябрь 1988 - июль 1990    | Начальник отдела бюджета и контроля | Продолжил восстанавливать отношения с американским разведывательным сообществом |  |
| 14 |            | Контр-адмирал Йедидия Яари         | Июль 1990 - июль 1993        | Командующий Шайетет 13 | Создание разведывательной инфраструктуры для наблюдения за транспортировкой стратегических ракетных комплексов на торговых судах, в том числе дальнего действия ракеты класса "земля-земля" из Северной Кореи в Сирию. |  |
| 15 |            | Контр-адмирал Рони Икар            | Июль 1993 - январь 1996      | Командир Шайетет 3, начальник Управления кадров ВМС Израиля | |  |
| 16 |            | Контр-адмирал Шай Брош             | Январь 1996 - сентябрь 1999  | Командир Шайетет 13 и командир Базы Ашдод | |  |
| 17 |            | Контр-адмирал Хези Машита          | Сентябрь 1999 - август 2002  | Командир Шайетет 3 | |  |
| 18 |            | Контр-адмирал Ноам Фейг            | Август 2002 - сентябрь 2004  | Командир Шайетет 3 | Перехват контрабанды оружия в сектор Газа и борьба с усилением ХАМАС и Хезболлы с помощью Ирана. |  |
| 19 |            | Капитан 1-го ранга Рам Ротберг     | Сентябрь 2004 - март 2007    | Командир Шайетет 13 | Руководитель военно-морской разведки во время Второй ливанской войны, Командующий ВМС Израиля |  |
| 20 |            | Контр-адмирал Ави Арзони           | Март 2007 - март 2010        | Командир Шайетет 3 | Методология и компьютеризация в разведывательной работе |  |
| 21 |            | Контр-адмирал Ярон Леви            | Март 2010 - Лето 2012        | Командир Шайетет 3 и Командир Базы Ашдод | |  |
| 22 |            | Контр-адмирал Йорам Лакс           | Лето 2012 - Лето 2015        | Командир Базы Ашдод и атташе в США | |  |
| 23 |            | Контр-адмирал Шай Эльбаз           | Лето 2015 - 2018             | Командир Шайетет 13 и начальник оперативного отдела ВМФ | |  |
| 24 |            | Контр-адмирал Эяль Харель          | 2018 - октябрь 2019          | Командующий Флот ракетных кораблей и начальник штаба Управления морских операций ВМС Израиля | |  |
| 25 |            | Контр-адмирал Юваль Эйлон          | Ноябрь 2019 - н.в.           | Командир Базы Ашдод | |  |

## Комментарии
1. ↑  На заре существования государства Израиль в Министерстве обороны действовала «Военно-морская служба» во главе с Гершоном Заком. В то же время с мая 1948 года Пол Шульман был назначен оперативным командующим военно-морскими силами, и началось употребление терминов «флот» и «командующий флотом»
2. ↑  Капитан военно-морского флота до 1951 года - это соответствует современному майору, только в 1951 году звания военно-морского флота были объединены со званиями остальных военнослужащих.